# Apalachicola (Florida)
Apalachicola is een plaats (city) in de Amerikaanse staat Florida, en valt bestuurlijk gezien onder Franklin County.

## Demografie
Bij de volkstelling in 2000 werd het aantal inwoners vastgesteld op 2334.
In 2006 is het aantal inwoners door het United States Census Bureau geschat op 2331, een daling van 3 (-0,1%).

## Geografie
Volgens het United States Census Bureau beslaat de plaats een oppervlakte van
6,9 km², waarvan 4,9 km² land en 2,0 km² water. Apalachicola ligt op ongeveer 4 m boven zeeniveau. Het stadje bevindt zich aan de monding van de Apalachicola en is net als de rivier genoemd naar de Apalachicola, een Native Americans-volk.

## Plaatsen in de nabije omgeving
De onderstaande figuur toont nabijgelegen plaatsen in een straal van 48 km rond Apalachicola.